# Кошурниково
Кошу́рниково — посёлок городского типа в Курагинском районе Красноярского края России.
Образует муниципальное образование со статусом городского поселения посёлок Кошурниково как единственный населённый пункт в его составе. В рамках административно-территориального устройства соответствует административно-территориальной единице посёлок городского типа Кошурниково.

## География
Расположен на реке Джеби, в 65 км к северо-востоку от районного центра посёлка городского типа Курагина и в 190 км к югу от краевого центра города Красноярска. В посёлке находится одноимённая железнодорожная станция на Южно-Сибирской железнодорожной магистрали. По восточным окраинам посёлка проходит автодорога Минусинск — Кускун. В 7 км к северо-востоку находится город Артёмовск.

## Этимология
Название посёлку дано в честь первопроходца Александра Кошурникова, погибшего в ноябре 1942 года при трассировке железнодорожной ветки Абакан-Тайшет на берегу реки Казыр.

## История
Начало поселку положило строительство железнодорожной станции Кошурниково на линии Абакан — Тайшет. С развитием промышленности в районе станции возникли посёлки Временный, Автогородок, дизельная электростанция, Нижнее-Даманский, Верхнее-Даманский, железнодорожной станции и пр. Все эти жилые районы являлись частями города Артёмовска. Основу промышленности этих районов составляли железнодорожный транспорт и лесная.
Решением от 14 ноября 1979 года Красноярского исполнительного комитета краевого Совета народных депутатов: исключены из административно — территориального подчинения Артемовского городского Совета народных депутатов поселки: Автогородок, Кошурниково, Нижнее-Кизирский, Пихтачи и считать их слившимися. Присвоено слившемуся поселку наименование — Кошурниково, с отнесением его к категории рабочих поселков. Тем же постановлением образован Кошурниковский поселковый Совет народных депутатов.

## Население
| 1989  | 2002  | 2007  | 2009  | 2010  | 2012  | 2013  |
| ----- | ----- | ----- | ----- | ----- | ----- | ----- |
| 5163  | ↘3802 | ↗3907 | ↗3920 | ↘3492 | ↘3425 | ↘3411 |
| 2014  | 2015  | 2016  | 2017  | 2020  | 2021  |       |
| ↘3389 | ↘3339 | ↘3287 | ↘3232 | ↘3028 | ↘3015 |       |

## Достопримечательности
- Памятник Кошурникову
- Музей имени Кошурникова Александра Михайловича, расположенный в школе № 22